# Vincenzo Borghini
Vincenzo Borghini (Florence, 29 oktober 1515 – aldaar, 15 augustus 1580) was een Italiaanse monnik, filoloog en kunstverzamelaar.

## Biografie
Vincenzo Borghini werd in 1540 een priester bij de Benedictijnen en zou uiteindelijk uitgroeien tot de prior van het Ospedale degli Innocenti in Florence. Tevens werd hij een invloedrijke hoveling aan het hof van Cosimo I en Francesco I de' Medici. Borghini werd door Benedetto Croce omschreven als de eerste moderne literatuurcriticus en dat was met name vanwege Borghini's bewustzijn van individuele poëtische creativiteit en de noodzaak om literaire werken te beoordelen als individuele creaties.
Daarnaast bracht Borghini in 1573 een door hem geredigeerde versie uit van Giovanni Boccaccio's Decamerone. Zijn tekstaanpassingen verantwoordde hij een jaar later in Annotazioni. Hij beijverde bij groothertog Cosimo I ook de de komst van de Accademia della Crusca. In 1572 kreeg hij de functie als de groothertogs luitenant Accademia delle Arti del Disegno en gaf hij opdrachten aan jonge kunstenaars zoals Benvenuto Cellini en Vincenzo Danti.
De Discorsi van Borghini werden pas na zijn dood gepubliceerd en dit werk bevatte essays en studies over de geschiedenis van Toscane, Toscaanse bisdommen, numismatiek en Florentijnse archeologie en architectuur. In de negentiende eeuw vond er een grote herwaardering plaats voor het werk van Borghini en verschenen er diverse nieuwe publicaties van hem, waaronder delen van zijn privécorrespondentie.